# Ligue européenne féminine de handball 2022-2023
Navigation
Ligue européenne 2021-2022 Ligue européenne 2023-2024
La saison 2022-2023 de la Ligue européenne féminine de handball est la troisième édition de la compétition sous ce nom et ce format. Elle succède à la Coupe de l'EHF et constitue en ce sens la 42e édition de la compétition organisée par l'EHF.
La compétition est remportée pour la troisième fois par le club danois d'Ikast Håndbold, vainqueur en finale d'un autre club danois le Nykøbing Falster HK.

## Formule

### Modalités
37 équipes prennent part à la compétition. Deux tours de qualification, disputés en match aller-retour, sont donc suffisants : 18 équipes entrent au premier tour, 15 équipes sont qualifiées pour le deuxième tour et 4 équipes entrent directement en phase de groupe. 
Après les deux tours qualificatifs vient la phase de groupes où les douze équipes qualifiées et les quatre entrants directs sont répartis en quatre groupes de quatre équipes. Les matchs sont joués dans un système championnat avec des matchs à domicile et à l'extérieur. Les deux meilleures équipes de chaque groupe se qualifient pour la suite de la compétition. 
La phase à élimination directe comprend trois tours : les quarts de finale et un Final Four comprenant les demi-finales et finales le lendemain. En quarts de finale, les qualifiés des groupes A et B d'une part et C et D d'autre part s'affrontent, premier contre deuxième en matchs aller-retour, les clubs classés premiers lors de la phase de poule ayant le privilège de jouer le match retour à domicile. Pour la finale à quatre, un tirage au sort détermine les oppositions en demi-finales.

### Participants
Cinquante-sept équipes, issues des 30 meilleurs championnats européens sont qualifiées pour la compétition. Parmi celles-ci sept obtiendront une invitation pour la Ligue des champions et d'autres, parmi les moins bons championnats obtiendront de disputer plutôt la Coupe européenne, libérant ainsi leur place. Trois places pour le premier tour qualificatif sont réservées à des équipes issues des championnats les plus faibles qui n'ont aucune place garantie.
Le meilleur représentant de chacun des quatre premiers championnats (Hongrie, France, Danemark et Norvège, la Russie étant exclue) est directement qualifié en phase de groupe.. 
Ainsi, la liste complète des participants, après validation des places supplémentaires, surclassements et sousclassements est dévoilée le 11 juillet 2022 :
| Rang | Pays              | Équipe                            | Statut                                                | Tour d'entrée         |
| ---- | ----------------- | --------------------------------- | ----------------------------------------------------- | --------------------- |
| 1    | Hongrie           | Debreceni VSC                     | 3e du championnat                                     | Phase de groupe       |
| 1    | Hongrie           | Váci NKSE                         | 4e du championnat                                     | 2e tour qualificatif  |
| 1    | Hongrie           | Mosonmagyaróvári KC SE (en)       | 5e du championnat                                     | 2e tour qualificatif  |
| 1    | Hongrie           | Siófok KC                         | 6e du championnat                                     | 1er tour qualificatif |
| 2    | France            | Paris 92                          | 3e du championnat                                     | Phase de groupe       |
| 2    | France            | Entente sportive Besançon féminin | 4e du championnat                                     | 2e tour qualificatif  |
| 2    | France            | Neptunes de Nantes                | 5e du championnat                                     | 2e tour qualificatif  |
| 2    | France            | Chambray Touraine Handball        | 6e du championnat                                     | 1er tour qualificatif |
| 3    | Russie            | Équipes exclues                   |                                                       |                       |
| 4    | Danemark          | Herning-Ikast Håndbold            | 3e du championnat                                     | Phase de groupe       |
| 4    | Danemark          | Viborg HK                         | 4e du championnat                                     | 2e tour qualificatif  |
| 4    | Danemark          | Nykøbing Falster HK               | 5e du championnat                                     | 1er tour qualificatif |
| 5    | Norvège           | Molde HK (en)                     | Finaliste de la coupe et 4e du championnat            | Phase de groupe       |
| 5    | Norvège           | Sola HK                           | 3e du championnat                                     | 2e tour qualificatif  |
| 5    | Norvège           | Fana HE (en)                      | 5e du championnat                                     | 1er tour qualificatif |
| 6    | Roumanie          | SCM Râmnicu Vâlcea                | 3e du championnat                                     | 2e tour qualificatif  |
| 6    | Roumanie          | CS Măgura Cisnădie (en)           | 4e du championnat                                     | 2e tour qualificatif  |
| 6    | Roumanie          | SCM Gloria Buzău (en)             | 5e du championnat                                     | 1er tour qualificatif |
| 7    | Monténégro        | Aucune équipe                     |                                                       |                       |
| 8    | Croatie           | ŽRK Podravka Koprivnica           | Vice-champion de Croatie et vainqueur de la coupe     | 2e tour qualificatif  |
| 8    | Croatie           | ŽRK Bjelovar (hr)                 | 3e du championnat                                     | 1er tour qualificatif |
| 8    | Croatie           | RK Dalmatinka Ploče (hr)          | 4e du championnat                                     | 1er tour qualificatif |
| 9    | Allemagne         | Borussia Dortmund                 | Vice-champion d'Allemagne                             | 2e tour qualificatif  |
| 9    | Allemagne         | Buxtehuder SV                     | 3e du championnat                                     | 2e tour qualificatif  |
| 9    | Allemagne         | Thüringer HC                      | 4e du championnat                                     | 1er tour qualificatif |
| 9    | Allemagne         | VfL Oldenburg                     | Finaliste de la coupe,                                | 1er tour qualificatif |
| 10   | Slovénie          | Aucune équipe                     |                                                       |                       |
| 11   | Suède             | IK Sävehof                        | Champion de Suède                                     | 2e tour qualificatif  |
| 11   | Suède             | H 65 Höör                         | 3e du championnat                                     | 2e tour qualificatif  |
| 12   | Pologne           | MKS Zagłębie Lubin                | Champion de Pologne                                   | 2e tour qualificatif  |
| 12   | Pologne           | MKS Lublin                        | Vice-champion de Pologne                              | 1er tour qualificatif |
| 13   | Tchéquie          | DHC Plzeň                         | Vice-champion de Tchéquie                             | 1er tour qualificatif |
| 14   | Turquie           | Yalıkavak SK                      | Vice-champion de Turquie                              | 1er tour qualificatif |
| 15   | Espagne           | Balonmano Bera Bera               | Champion d'Espagne                                    | 2e tour qualificatif  |
| 15   | Espagne           | CBF Málaga                        | Vice-champion d'Espagne                               | 1er tour qualificatif |
| 15   | Espagne           | BM Gran Canaria                   | 4e du championnat et vainqueur de la Coupe européenne | 1er tour qualificatif |
| 16   | Serbie            | ŽRK Železničar Inđija             | Champion de Serbie                                    | 1er tour qualificatif |
| 17   | Biélorussie       | Équipes exclues                   |                                                       |                       |
| 18   | Autriche          | Hypo Niederösterreich             | Champion d'Autriche                                   | 1er tour qualificatif |
| 19   | Italie            | Aucune équipe                     |                                                       |                       |
| 20   | Slovaquie         | Aucune équipe                     |                                                       |                       |
| 21   | Grèce             | Aucune équipe                     |                                                       |                       |
| 22   | Ukraine           | Aucune équipe                     |                                                       |                       |
| 23   | Suisse            | Spono Eagles                      | Champion de Suisse                                    | 1er tour qualificatif |
| 23   | Suisse            | LC Brühl Handball                 | 2e de saison régulière du championnat                 | 1er tour qualificatif |
| 24   | Pays-Bas          | Aucune équipe                     |                                                       |                       |
| 25   | Finlande          | Aucune équipe                     |                                                       |                       |
| 25   | Islande           | Aucune équipe                     |                                                       |                       |
| 27   | Macédoine du Nord | Aucune équipe                     |                                                       |                       |
| 27   | Chypre            | Aucune équipe                     |                                                       |                       |
| 27   | Israël            | Aucune équipe                     |                                                       |                       |
| 27   | Kosovo            | Aucune équipe                     |                                                       |                       |
| 27   | Luxembourg        | Aucune équipe                     |                                                       |                       |

### Calendrier
| Nom              | Dates                        | Nombre de participants |
| ---------------- | ---------------------------- | ---------------------- |
| Premier tour     | 8 au 16 octobre 2022         | 9                      |
| Deuxième tour    | 3 au 11 décembre 2022        | 24                     |
| Phase de groupes | 7 janvier au 19 février 2023 | 16                     |
| Quarts de finale | 18 mars au 26 mars 2023      | 8                      |
| Final Four       | 13 et 15 mai 2023            | 4                      |

## Phase de qualification

### Premier tour
Selon la liste établie par l'EHF, les équipes sont équitablement réparties dans deux chapeaux pour le tirage : les têtes de séries et les autres.
Têtes de série
- Yalıkavak SK
- ŽRK Bjelovar (hr)
- DHC Plzeň
- Hypo Niederösterreich
- ŽRK Železničar Inđija
- Spono Eagles
- Thüringer HC
- MKS Lublin
- CBF Málaga

Non têtes de série
- RK Dalmatinka Ploče (hr)
- VfL Oldenburg
- Nykøbing Falster HK
- Siófok KC
- SCM Gloria Buzău (en)
- Chambray Touraine Handball
- Fana HE (en)
- BM Gran Canaria
- LC Brühl Handball

Le tirage au sort des oppositions a eu lieu le 19 juillet 2022, les matchs aller se déroulent les 8 et 9 octobre 2022 et les matchs retour une semaine plus tard, les 15 et 16 octobre.
| Équipe 1                   | Score   | Équipe 2                 | Aller   | Retour          |
| -------------------------- | ------- | ------------------------ | ------- | --------------- |
| Chambray Touraine Handball | 52 – 58 | Thüringer HC             | 28 – 31 | 24 – 27         |
| LC Brühl                   | 58 – 52 | DHC Plzeň                | 30 – 27 | 28 – 25         |
| SCM Gloria Buzău (en)      | 42 – 31 | CBF Málaga Costa del Sol | 32 – 31 | 24 – 30 10 – 0* |
| MKS Lublin                 | 50 – 58 | Siófok KC                | 18 – 27 | 32 – 31         |
| Rocasa Gran Canaria        | 79 – 41 | ŽRK Bjelovar (hr)        | 42 – 19 | 37 – 22         |
| Hypo Niederösterreich      | 49 – 57 | VfL Oldenburg            | 26 – 33 | 23 – 24         |
| Yalıkavak Bld. SK          | 45 – 66 | Nykøbing Falster HK      | 21 – 29 | 24 – 37         |
| RK Dalmatinka Ploče (hr)   | 55 – 61 | ŽRK Železničar Inđija    | 25 – 32 | 30 – 29         |
| Spono Eagles               | 52 – 64 | Fana Håndball (en)       | 21 – 36 | 31 – 28         |

* À la 42e minute du match entre CBF Málaga Costa del Sol et le SCM Gloria Buzău (en), une joueuse de Malaga a marqué un but mais elle n'était pas inscrite sur la feuille de match. L'EHF a considéré le club espagnol comme responsable de ce manquement et a ainsi considéré le match comme perdu 0-10. C'est ainsi le club roumain du SCM Gloria Buzău qui est qualifié pour le deuxième tour.

### Deuxième tour
Quinze clubs font leur entrée à ce tour. Parmi eux, douze sont désignées têtes de série.
Têtes de série
- Váci NKSE
- Entente sportive Besançon féminin
- Viborg HK
- Mosonmagyaróvári KC SE (en)
- Borussia Dortmund
- SCM Râmnicu Vâlcea
- Neptunes de Nantes
- Sola HK
- IK Sävehof
- ŽRK Podravka Koprivnica
- Buxtehuder SV
- CS Măgura Cisnădie (en)

Non têtes de série
- MKS Zagłębie Lubin
- Balonmano Bera Bera
- H 65 Höör
- les neuf vainqueurs du premier tour

Le tirage au sort des oppositions a eu lieu le 18 octobre 2022  les matchs aller sont prévus les 3 et 4 décembre 2022 et les matchs retour une semaine plus tard, les 10 et 11 décembre.
| Équipe 1                    | Score   | Équipe 2                | Aller   | Retour  |
| --------------------------- | ------- | ----------------------- | ------- | ------- |
| H 65 Höör                   | 48 – 63 | SCM Râmnicu Vâlcea      | 24 – 31 | 24 – 32 |
| Siófok KC                   | 61 – 52 | CS Măgura Cisnădie (en) | 33 – 24 | 28 – 28 |
| Nykøbing Falster HK         | 64 – 51 | Viborg HK               | 34 – 21 | 30 – 30 |
| Mosonmagyaróvári KC SE (en) | 52 – 51 | SCM Gloria Buzău (en)   | 29 – 26 | 23 – 25 |
| MKS Zagłębie Lubin          | 48 – 50 | ŽRK Podravka Koprivnica | 24 – 24 | 24 – 26 |
| IK Sävehof                  | 52 – 65 | Thüringer HC            | 22 – 30 | 30 – 35 |
| Rocasa Gran Canaria         | 57 – 66 | Sola HK                 | 29 – 32 | 28 – 34 |
| Borussia Dortmund           | 74 – 37 | ŽRK Železničar Inđija   | 43 – 22 | 31 – 15 |
| Fana Håndball (en)          | 51 – 46 | Buxtehuder SV           | 28 – 21 | 23 – 25 |
| ES Besançon                 | 59 – 53 | BM Bera Bera            | 32 – 29 | 27 – 24 |
| VfL Oldenburg               | 51 – 69 | Neptunes de Nantes      | 27 – 34 | 24 – 35 |
| Váci NKSE                   | 68 – 55 | LC Brühl                | 30 – 26 | 38 – 29 |

## Phase de groupes
Quatre équipes, issues des quatre meilleurs championnats, sont dispensées de qualifications et directement qualifiées pour cette phase :
- Ikast Håndbold
- Debreceni VSC
- Paris 92
- Molde Elite (en).

Elles sont rejointes par les 12 équipes qualifiées du tour précédent.

### Groupe A
| Rang | Équipe            | Pts | J | G | N | P | Bp  | Bc  | Diff | Qualification    |  | DOR   | SIO   | BES   | MOL   |
| ---- | ----------------- | --- | - | - | - | - | --- | --- | ---- | ---------------- |  | ----- | ----- | ----- | ----- |
| 1    | Borussia Dortmund | 10  | 6 | 5 | 0 | 1 | 176 | 154 | +22  | Quarts de finale |  | —     | 26–23 | 31–21 | 33–32 |
| 2    | Siófok KC         | 8   | 6 | 4 | 0 | 2 | 153 | 149 | +4   | Quarts de finale |  | 27–24 | —     | 20–18 | 30–22 |
| 3    | ES Besançon       | 6   | 6 | 3 | 0 | 3 | 172 | 163 | +9   | Éliminé          |  | 27–30 | 30–21 | —     | 35–32 |
| 4    | Molde Elite (en)  | 0   | 6 | 0 | 0 | 6 | 168 | 203 | −35  | Éliminé          |  | 24–32 | 29–32 | 29–41 | —     |

### Groupe B
| Rang | Équipe                | Pts | J | G | N | P | Bp  | Bc  | Diff | Qualification    |  | IKA   | NAN   | MOS   | FAN   |
| ---- | --------------------- | --- | - | - | - | - | --- | --- | ---- | ---------------- |  | ----- | ----- | ----- | ----- |
| 1    | Ikast Håndbold        | 12  | 6 | 6 | 0 | 0 | 189 | 147 | +42  | Quarts de finale |  | —     | 30–20 | 28–26 | 29–23 |
| 2    | Neptunes de Nantes    | 6   | 6 | 3 | 0 | 3 | 174 | 173 | +1   | Quarts de finale |  | 28–33 | —     | 36–29 | 29–21 |
| 3    | Mosonmagyaróvári (en) | 4   | 6 | 2 | 0 | 4 | 174 | 185 | −11  | Éliminé          |  | 26–34 | 30–33 | —     | 35–29 |
| 4    | Fana Håndball (en)    | 2   | 6 | 1 | 0 | 5 | 152 | 184 | −32  | Éliminé          |  | 24–35 | 30–28 | 25–28 | —     |

### Groupe C
| Rang | Équipe              | Pts | J | G | N | P | Bp  | Bc  | Diff | Qualification    |  | NYK   | SOL   | DEB   | KOP   |
| ---- | ------------------- | --- | - | - | - | - | --- | --- | ---- | ---------------- |  | ----- | ----- | ----- | ----- |
| 1    | Nykøbing Falster HK | 8   | 6 | 4 | 0 | 2 | 172 | 151 | +21  | Quarts de finale |  | —     | 26–28 | 34–22 | 28–23 |
| 2    | Sola HK             | 8   | 6 | 4 | 0 | 2 | 171 | 156 | +15  | Quarts de finale |  | 26–28 | —     | 30–25 | 35–29 |
| 3    | Debreceni VSC       | 8   | 6 | 4 | 0 | 2 | 158 | 163 | −5   | Éliminé          |  | 28–27 | 25–21 | —     | 32–31 |
| 4    | Podravka Koprivnica | 0   | 6 | 0 | 0 | 6 | 150 | 181 | −31  | Éliminé          |  | 24–29 | 23–31 | 20–26 | —     |

1. 1 2 3  Nykøbing 4 Pts, +11; Sola 4 Pts, +1; DVSC 4 Pts, −12

### Groupe D
| Rang | Équipe             | Pts | J | G | N | P | Bp  | Bc  | Diff | Qualification    |  | THC   | VAL   | PAR   | VAC   |
| ---- | ------------------ | --- | - | - | - | - | --- | --- | ---- | ---------------- |  | ----- | ----- | ----- | ----- |
| 1    | Thüringer HC       | 9   | 6 | 4 | 1 | 1 | 188 | 162 | +26  | Quarts de finale |  | —     | 38–31 | 28–24 | 31–21 |
| 2    | SCM Râmnicu Vâlcea | 7   | 6 | 3 | 1 | 2 | 183 | 178 | +5   | Quarts de finale |  | 32–32 | —     | 30–28 | 40–30 |
| 3    | Paris 92           | 6   | 6 | 3 | 0 | 3 | 154 | 156 | −2   | Éliminé          |  | 26–25 | 24–22 | —     | 26–24 |
| 4    | Váci NKSE          | 2   | 6 | 1 | 0 | 5 | 156 | 185 | −29  | Éliminé          |  | 28–34 | 26–28 | 27–26 | —     |

## Phase finale

### Quarts de finale
Les quarts de finale aller ont eu lieu les 18 et 19 mars 2022. Les matchs retour ont eu lieu la semaine suivante, les 25 et 26 mars 2022.
| Équipe 1           | Score   | Équipe 2            | Aller   | Retour  |
| ------------------ | ------- | ------------------- | ------- | ------- |
| Neptunes de Nantes | 50 – 51 | Borussia Dortmund   | 28 – 19 | 22 – 32 |
| Siófok KC          | 41 – 61 | Ikast Håndbold      | 20 – 30 | 21 – 31 |
| SCM Râmnicu Vâlcea | 61 – 67 | Nykøbing Falster HK | 32 – 29 | 29 – 38 |
| Sola HK            | 59 – 62 | Thüringer HC        | 35 – 35 | 24 – 27 |

| 19 mars 2023 18h00 | Neptunes de Nantes | 28 – 19  | Borussia Dortmund | Complexe sportif Mangin-Beaulieu, Nantes Affluence : 2 159 Arbitrage : Di Domenico, Fornasier |
| 19 mars 2023 18h00 | Nathalie Hagman 7  | (14 – 7) | Dana Bleckmann 7  | Complexe sportif Mangin-Beaulieu, Nantes Affluence : 2 159 Arbitrage : Di Domenico, Fornasier |
| 19 mars 2023 18h00 | ×3                 | Rapport  | ×6                | Complexe sportif Mangin-Beaulieu, Nantes Affluence : 2 159 Arbitrage : Di Domenico, Fornasier |

| 26 mars 2023 16h00 | Borussia Dortmund | 32 – 22   | Neptunes de Nantes | Westpress Arena, Hamm Affluence : 1 208 Arbitrage : Kijauskaitė, Žalienė |
| 26 mars 2023 16h00 | Alina Grijseels 9 | (13 – 11) | Léna Grandveau 5   | Westpress Arena, Hamm Affluence : 1 208 Arbitrage : Kijauskaitė, Žalienė |
| 26 mars 2023 16h00 | ×4                | Rapport   | ×1 ×2              | Westpress Arena, Hamm Affluence : 1 208 Arbitrage : Kijauskaitė, Žalienė |

| 18 mars 2023 20h00 | Siófok KC       | 20 – 30  | Ikast Håndbold     | Kiss Szilárd Sportcsarnok, Siófok Affluence : 1 500 Arbitrage : Lidacka, Lesiak |
| 18 mars 2023 20h00 | Nikolett Papp 5 | (7 – 12) | Ingvild Bakkerud 8 | Kiss Szilárd Sportcsarnok, Siófok Affluence : 1 500 Arbitrage : Lidacka, Lesiak |
| 18 mars 2023 20h00 | ×2              | Rapport  | ×1 ×4              | Kiss Szilárd Sportcsarnok, Siófok Affluence : 1 500 Arbitrage : Lidacka, Lesiak |

| 25 mars 2023 20h00 | Ikast Håndbold    | 31 – 21  | Siófok KC              | Ikast-Brande Arena, Ikast Affluence : 1 205 Arbitrage : Rauchs, Linster |
| 25 mars 2023 20h00 | Julie Scaglione 6 | (17 – 8) | Dejana Milosavljević 9 | Ikast-Brande Arena, Ikast Affluence : 1 205 Arbitrage : Rauchs, Linster |
| 25 mars 2023 20h00 | ×1 ×2             | Rapport  | ×1 ×2                  | Ikast-Brande Arena, Ikast Affluence : 1 205 Arbitrage : Rauchs, Linster |

| 18 mars 2023 16h00 | SCM Râmnicu Vâlcea | 32 – 29   | Nykøbing Falster HK | Traian Sports Hall, Râmnicu Vâlcea Affluence : 2 239 Arbitrage : Fukala, Mohyla |
| 18 mars 2023 16h00 | Iryna Glibko 7     | (16 – 14) | Elma Halilcevic 6   | Traian Sports Hall, Râmnicu Vâlcea Affluence : 2 239 Arbitrage : Fukala, Mohyla |
| 18 mars 2023 16h00 | ×1 ×4              | Rapport   | ×1 ×3               | Traian Sports Hall, Râmnicu Vâlcea Affluence : 2 239 Arbitrage : Fukala, Mohyla |

| 26 mars 2023 18h00 | Nykøbing Falster HK | 38 – 29   | SCM Râmnicu Vâlcea  | Næstved Arena, Næstved Affluence : 2 425 Arbitrage : Kinnari, Skogberg |
| 26 mars 2023 18h00 | Elma Halilcevic 10  | (17 – 14) | Glibko, Kovačević 9 | Næstved Arena, Næstved Affluence : 2 425 Arbitrage : Kinnari, Skogberg |
| 26 mars 2023 18h00 | ×1 ×3               | Rapport   | ×6                  | Næstved Arena, Næstved Affluence : 2 425 Arbitrage : Kinnari, Skogberg |

| 19 mars 2023 16h00 | Sola HK              | 35 – 35   | Thüringer HC   | Stavanger Idrettshall, Stavanger Affluence : 939 Arbitrage : Kull, Tint |
| 19 mars 2023 16h00 | Magnussen, Tveiten 6 | (19 – 17) | Annika Lott 10 | Stavanger Idrettshall, Stavanger Affluence : 939 Arbitrage : Kull, Tint |
| 19 mars 2023 16h00 | ×5 ×1                | Rapport   | ×1 ×8          | Stavanger Idrettshall, Stavanger Affluence : 939 Arbitrage : Kull, Tint |

| 26 mars 2023 14h00 | Thüringer HC          | 27 – 24   | Sola HK          | Salza-Halle, Bad Langensalza Affluence : 1 800 Arbitrage : Lindenbaum, Laron |
| 26 mars 2023 14h00 | Lott, Stockschläder 6 | (16 – 12) | Kristina Novak 8 | Salza-Halle, Bad Langensalza Affluence : 1 800 Arbitrage : Lindenbaum, Laron |
| 26 mars 2023 14h00 | ×2                    | Rapport   | ×4               | Salza-Halle, Bad Langensalza Affluence : 1 800 Arbitrage : Lindenbaum, Laron |

### Finale à quatre
La finale à quatre se déroule dans la Raiffeisen Sportpark de Graz en Autriche les 13 et 14 mai 2023. Le tirage au sort des équipes qui s'affrontent en demi-finales a eu lieu le 28 mars 2023
|  | Demi-finales        | Demi-finales        | Demi-finales   | Demi-finales   |                               |                     | Finale      | Finale      | Finale      | Finale      |
|  |                     |                     |                |                |                               |                     |             |             |             |             |
|  | 13 mai 2023         | 13 mai 2023         | 13 mai 2023    | 13 mai 2023    |                               |                     | 14 mai 2023 | 14 mai 2023 | 14 mai 2023 | 14 mai 2023 |
|  | Borussia Dortmund   | Borussia Dortmund   | 33             | 33             |                               |                     | 14 mai 2023 | 14 mai 2023 | 14 mai 2023 | 14 mai 2023 |
|  | Borussia Dortmund   | Borussia Dortmund   | 33             | 33             |                               |                     | 14 mai 2023 | 14 mai 2023 | 14 mai 2023 | 14 mai 2023 |
|  | Nykøbing Falster HK | Nykøbing Falster HK | 35 tab         | 35 tab         |                               |                     | 14 mai 2023 | 14 mai 2023 | 14 mai 2023 | 14 mai 2023 |
|  | Nykøbing Falster HK | Nykøbing Falster HK | 35 tab         | 35 tab         | Nykøbing Falster HK           | Nykøbing Falster HK | 24          | 24          |             |             |
|  | 13 mai 2023         |                     |                |                | Nykøbing Falster HK           | Nykøbing Falster HK | 24          | 24          |             |             |
|  |                     |                     | Ikast Håndbold | Ikast Håndbold | 31                            | 31                  |             |             |             |             |
|  | Ikast Håndbold      | Ikast Håndbold      | Ikast Håndbold | Ikast Håndbold | 31                            | 31                  | 31          | 31          |             |             |
|  | Ikast Håndbold      | Ikast Håndbold      |                |                |                               |                     |             | 31          |             |             |
|  | Thüringer HC        | Thüringer HC        | 26             | 26             |                               |                     |             |             |             |             |
|  | Thüringer HC        | Thüringer HC        | 26             | 26             | Match pour la troisième place |                     |             |             |             |             |
|  |                     |                     |                |                |                               |                     |             |             |             |             |
|  | 14 mai 2023         |                     |                |                |                               |                     |             |             |             |             |
|  | Borussia Dortmund   | Borussia Dortmund   | 28             | 28             |                               |                     |             |             |             |             |
|  | Borussia Dortmund   | Borussia Dortmund   | 28             | 28             |                               |                     |             |             |             |             |
|  | Thüringer HC        | Thüringer HC        | 23             | 23             |                               |                     |             |             |             |             |
|  | Thüringer HC        | Thüringer HC        | 23             | 23             |                               |                     |             |             |             |             |

#### Demi-finales
| 13 mai 2023 15h30 | Ikast Håndbold     | 31 – 26   | Thüringer HC          | Raiffeisen Sportpark, Graz Affluence : 1 300 Arbitrage : Lovin, Stancu |
| 13 mai 2023 15h30 | Ingvild Bakkerud 8 | (17 – 10) | Nathalie Hendrikse 10 | Raiffeisen Sportpark, Graz Affluence : 1 300 Arbitrage : Lovin, Stancu |
| 13 mai 2023 15h30 | ×1 ×2 ×1           | Rapport   | ×1 ×6                 | Raiffeisen Sportpark, Graz Affluence : 1 300 Arbitrage : Lovin, Stancu |

- Ikast Håndbold : Ryde, Pedersen  –  Bakkerud   (8), Petersen (5), Friis (4), Skogrand (3), Lindqvist  (3), Uno (2), Scaglione (1), Johansen  (1), Brandt (1), Iversen (1), Mortensen (1), Hougaard (1), Gantzel, Ebler
- Thüringer HC : Kuske, Schjött, Roth  –  Hendrikse  (10), Lott (5), Frey   (4), Jakubisova (2), Holmberg (1), Niederwieser   (1), Reichert (1), Rode  (1), Lundgreen, Tanabe, Zachová, Rønningen , Stockschläder.

Actions lors de la première demi-finale
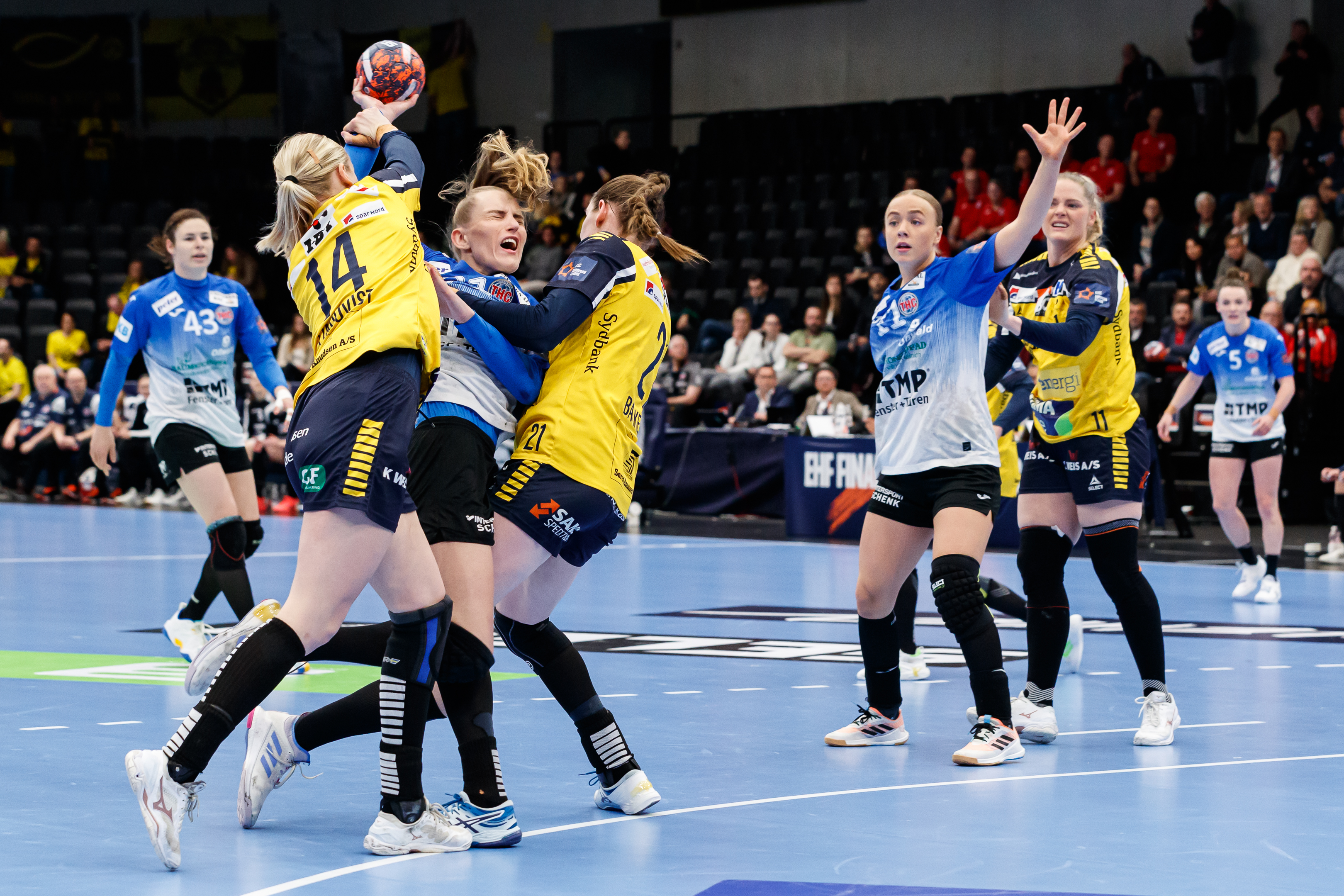
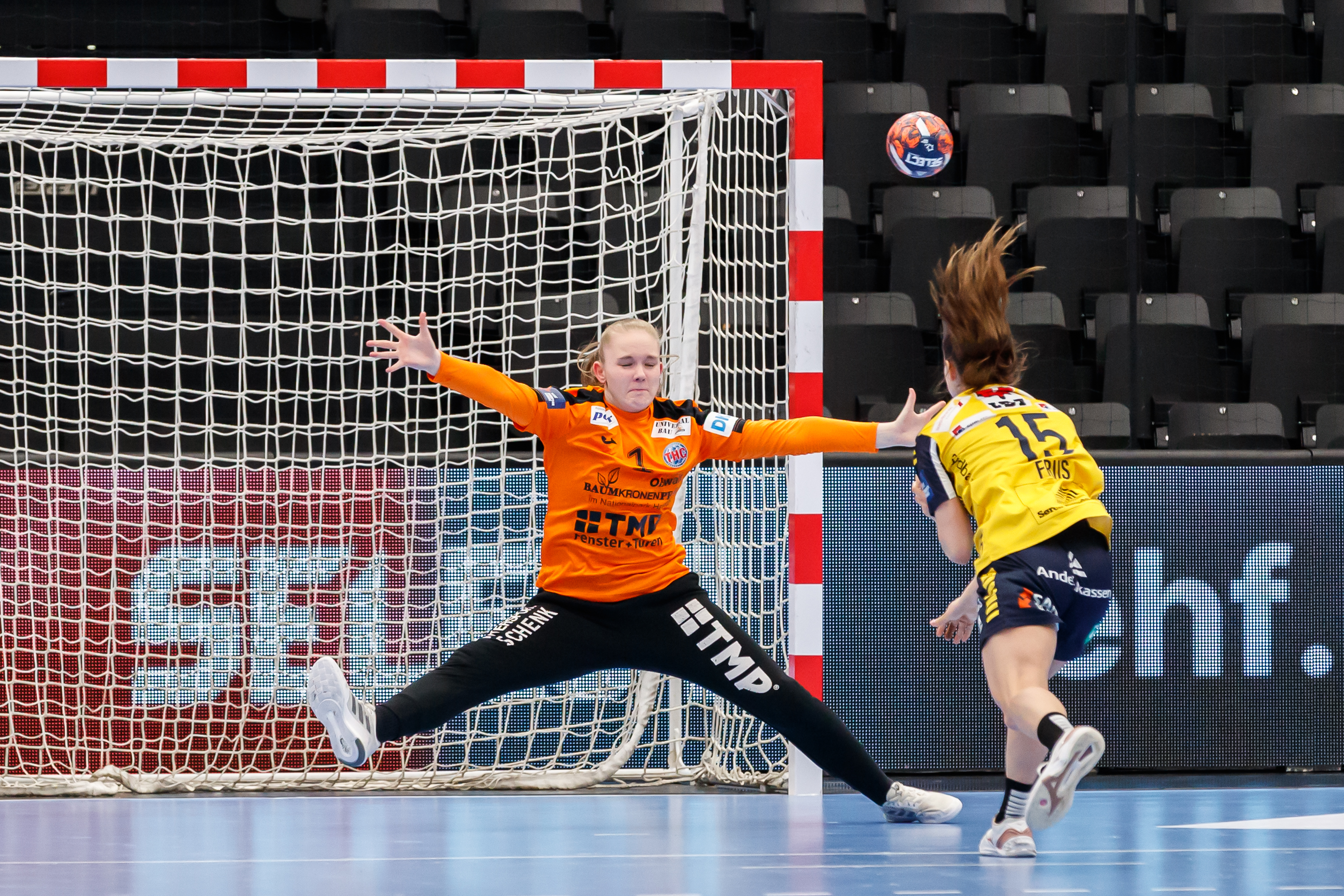
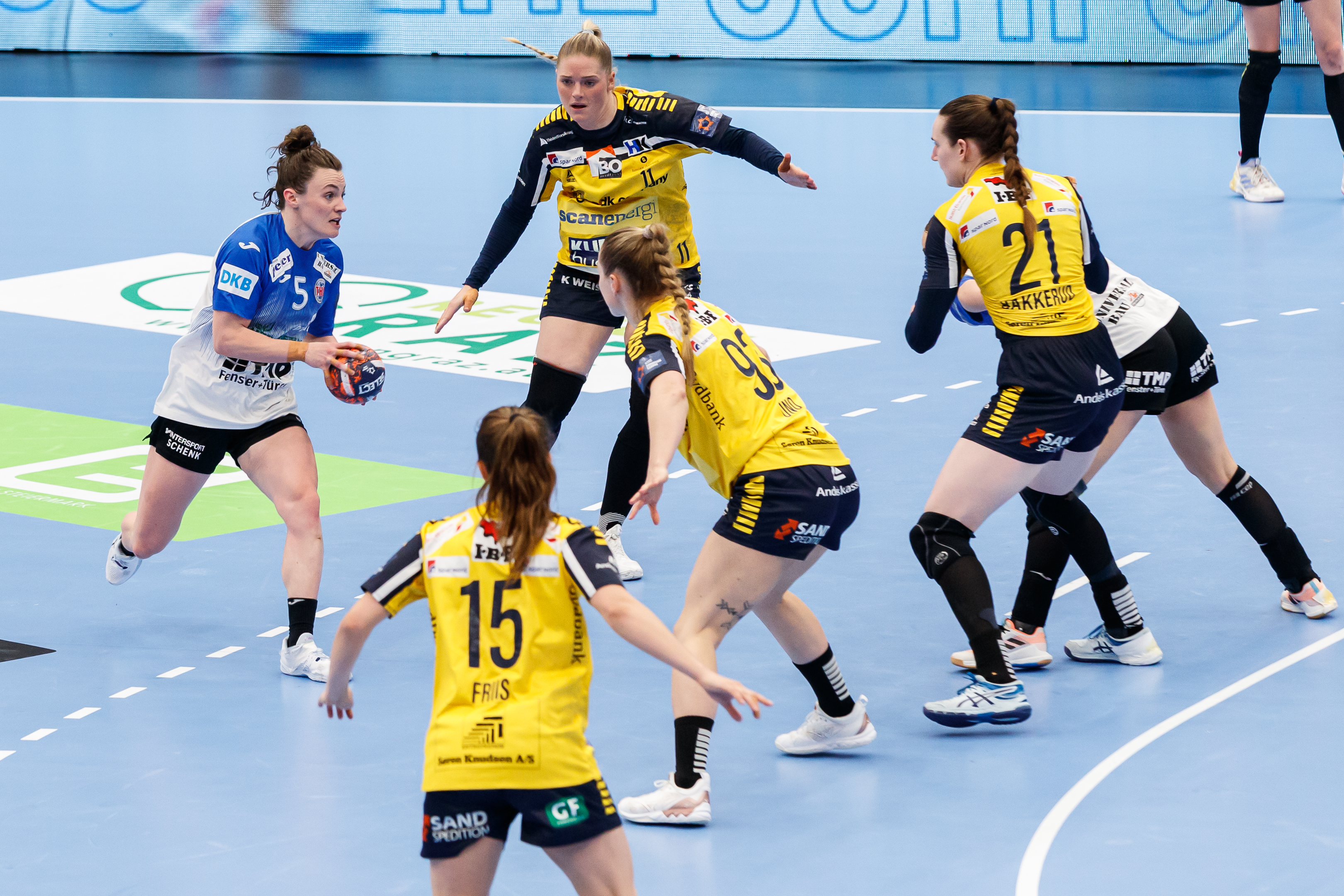

| 13 mai 2023 18h00 | Borussia Dortmund        | 33 – 35 (tab)      | Nykøbing Falster HK | Raiffeisen Sportpark, Graz Affluence : 1 300 Arbitrage : Antić, Jakovljević |
| 13 mai 2023 18h00 | 3 joueuses               | (17 – 13, 29 – 29) | Mia Svele 10        | Raiffeisen Sportpark, Graz Affluence : 1 300 Arbitrage : Antić, Jakovljević |
| 13 mai 2023 18h00 | Prol. : 32 – 32Tab : 1-3 |                    |                     | Raiffeisen Sportpark, Graz Affluence : 1 300 Arbitrage : Antić, Jakovljević |
| 13 mai 2023 18h00 | ×3                       | Rapport            | ×2 ×5               | Raiffeisen Sportpark, Graz Affluence : 1 300 Arbitrage : Antić, Jakovljević |

- Borussia Dortmund : Moth, Kohorst, ten Holte  –  Bleckmann (7), Hausherr (6), Sprengers (5), Grijseels (4), Antl   (3), Ossenkopp (3), Rønning (3), Kusian (2), van Kreij, Sasaki, Olsson , Stens, Garović
- Nykøbing Falster HK : Fríðheim, Greve  –  Svele  (10), Halilcevic  (7), Flader (5), Kielstrup  (4), Olsen  (4), van der Vliet   (4), Sajka (1), Alnor, Wulff, Jørgensen , Axnér, Navne, Bardrum, Kristiansen.

Actions lors de la seconde demi-finale
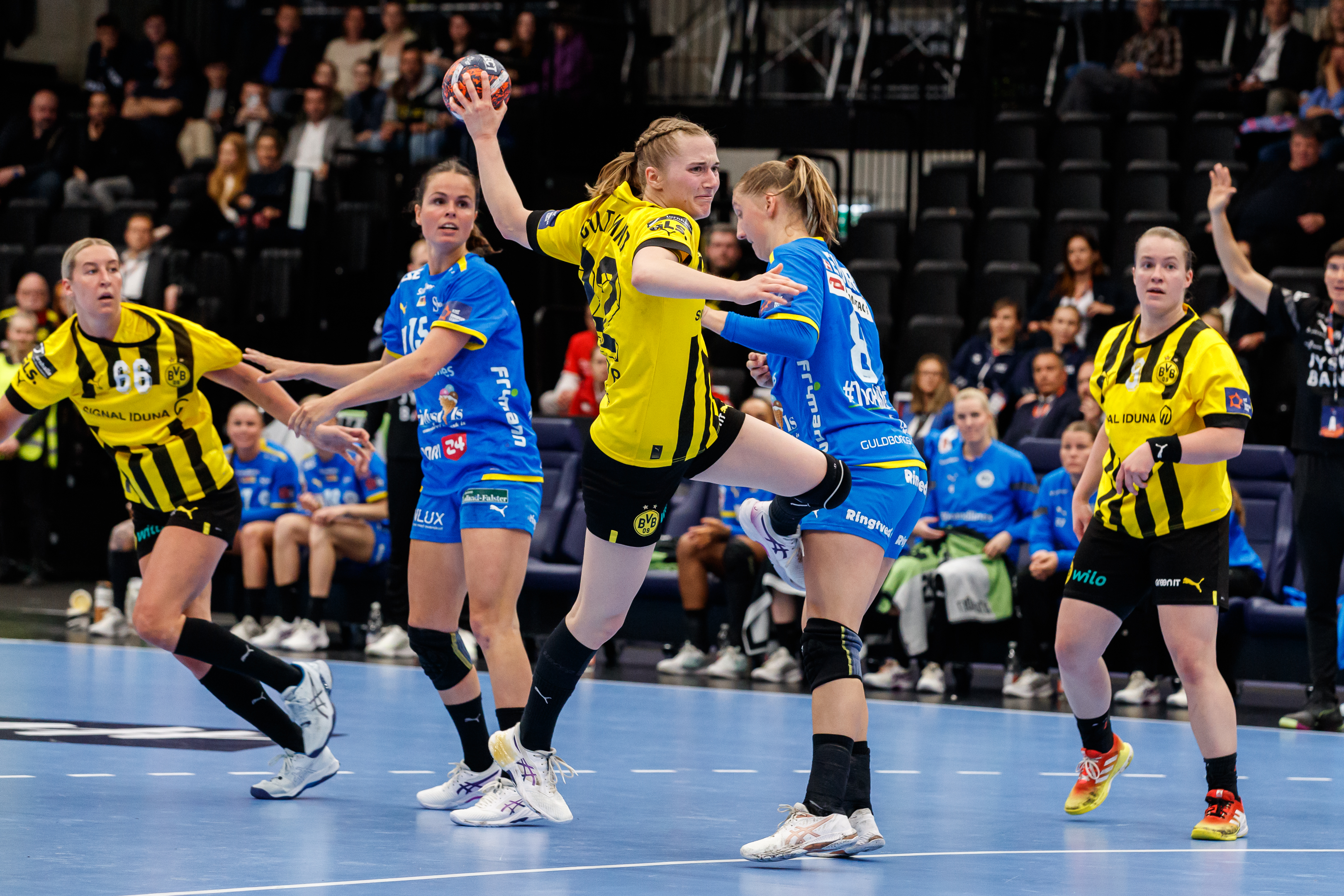
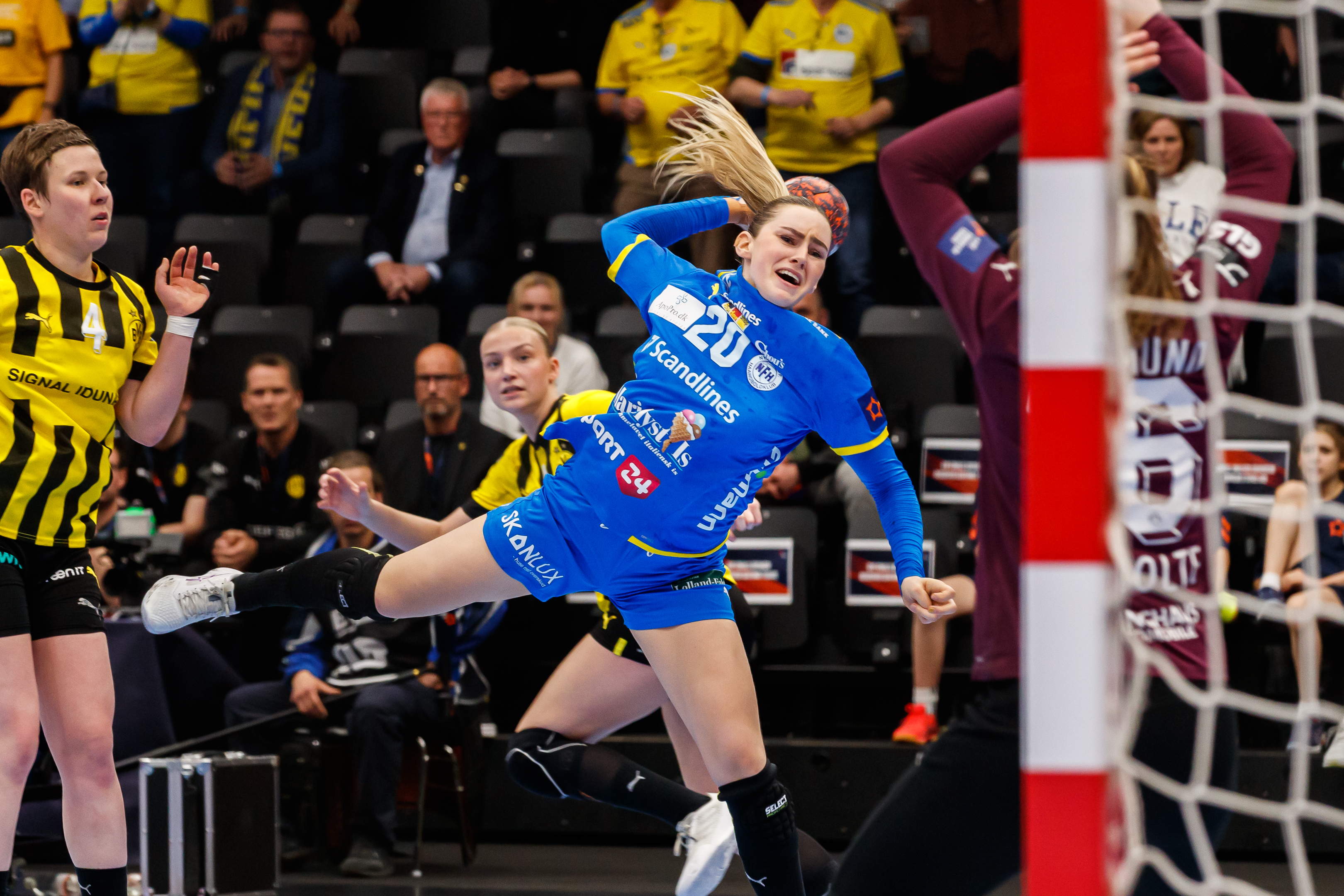
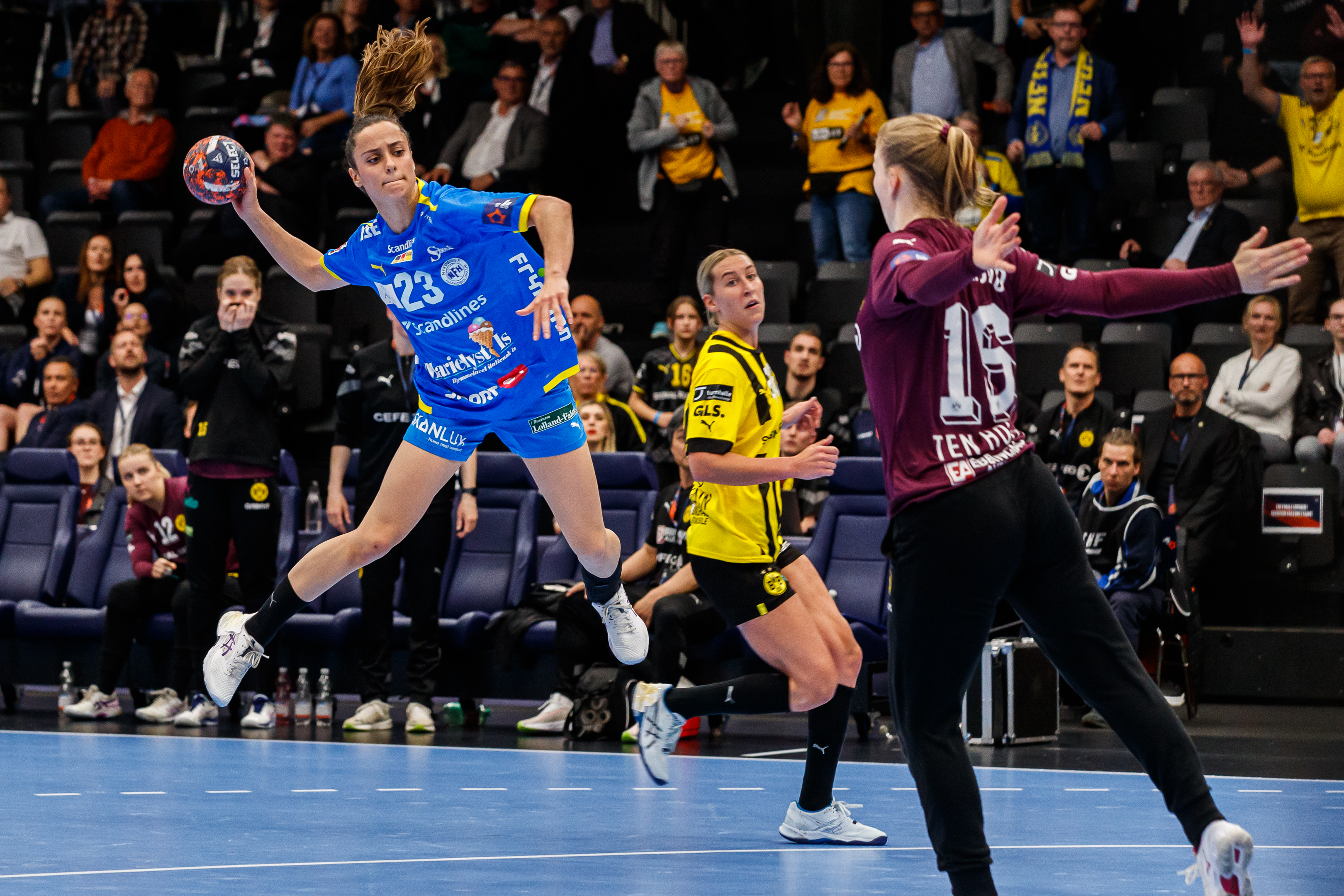

#### Match pour la troisième place
| 14 mai 2023 15h30 | Borussia Dortmund    | 28 – 23   | Thüringer HC  | Raiffeisen Sportpark, Graz Affluence : 1 300 Arbitrage : Lidacka, Lesiak |
| 14 mai 2023 15h30 | Anna-Lena Hausherr 7 | (12 – 10) | Annika Lott 7 | Raiffeisen Sportpark, Graz Affluence : 1 300 Arbitrage : Lidacka, Lesiak |
| 14 mai 2023 15h30 | ×7                   | Rapport   | ×1 ×3         | Raiffeisen Sportpark, Graz Affluence : 1 300 Arbitrage : Lidacka, Lesiak |

- Borussia Dortmund : Moth, Kohorst, ten Holte (2)  –  Hausherr (7), Antl (4), Bleckmann   (4), Sasaki (3), Grijseels  (2), van Kreij (2), Sprengers (1), Kusian   (1), Olsson (1), Rønning  (1), Ossenkopp, Stens, Garović
- Thüringer HC : Kuske, Schjött, Roth  –  Lott (7), Stockschläder (4), Hendrikse  (3),  Holmberg  (3), Reichert (3), Frey (1), Rønningen  (1), Rode  (1), Lundgreen, Tanabe, Zachová, Niederwieser , Jakubisova

Actions lors du match pour la troisième place
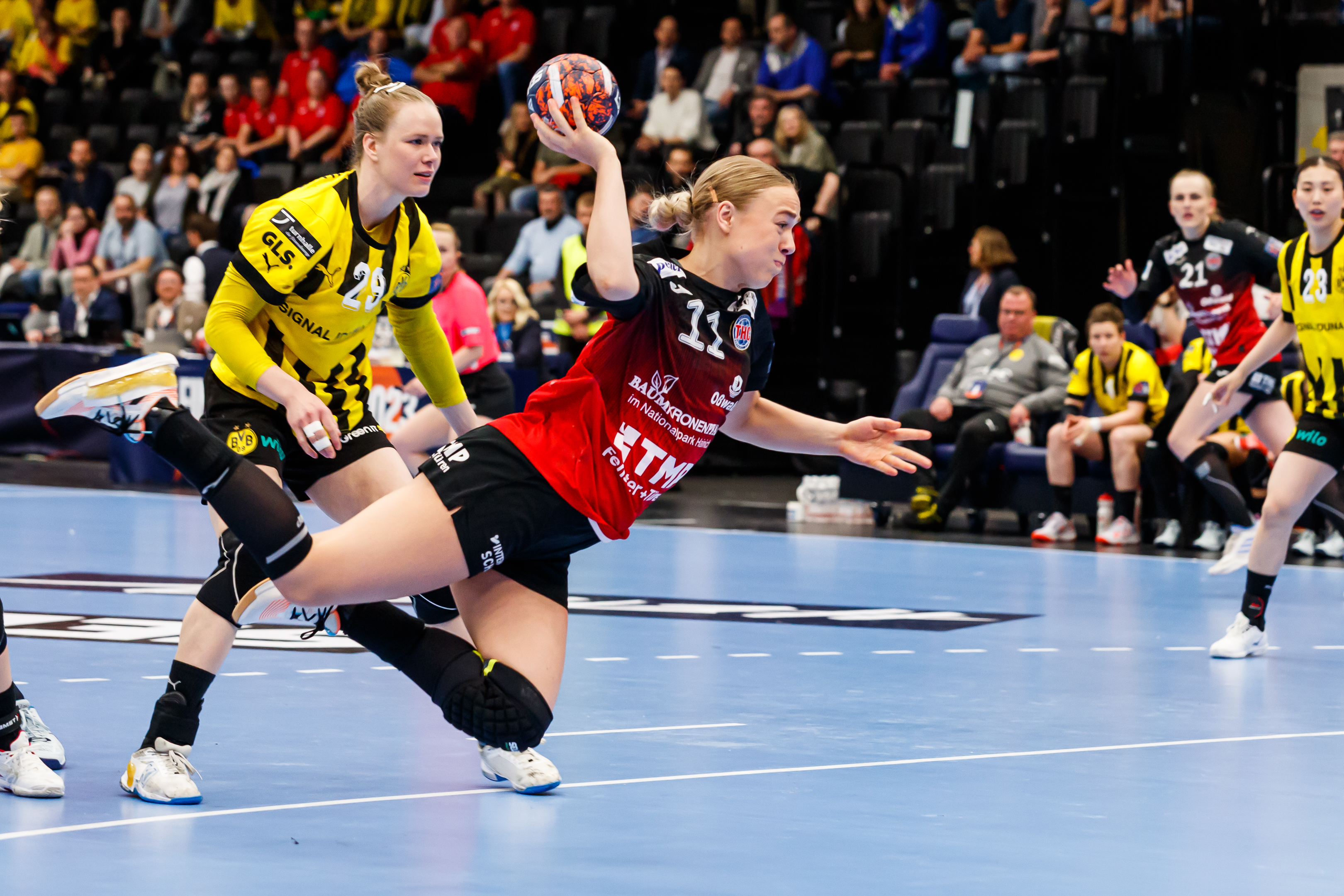
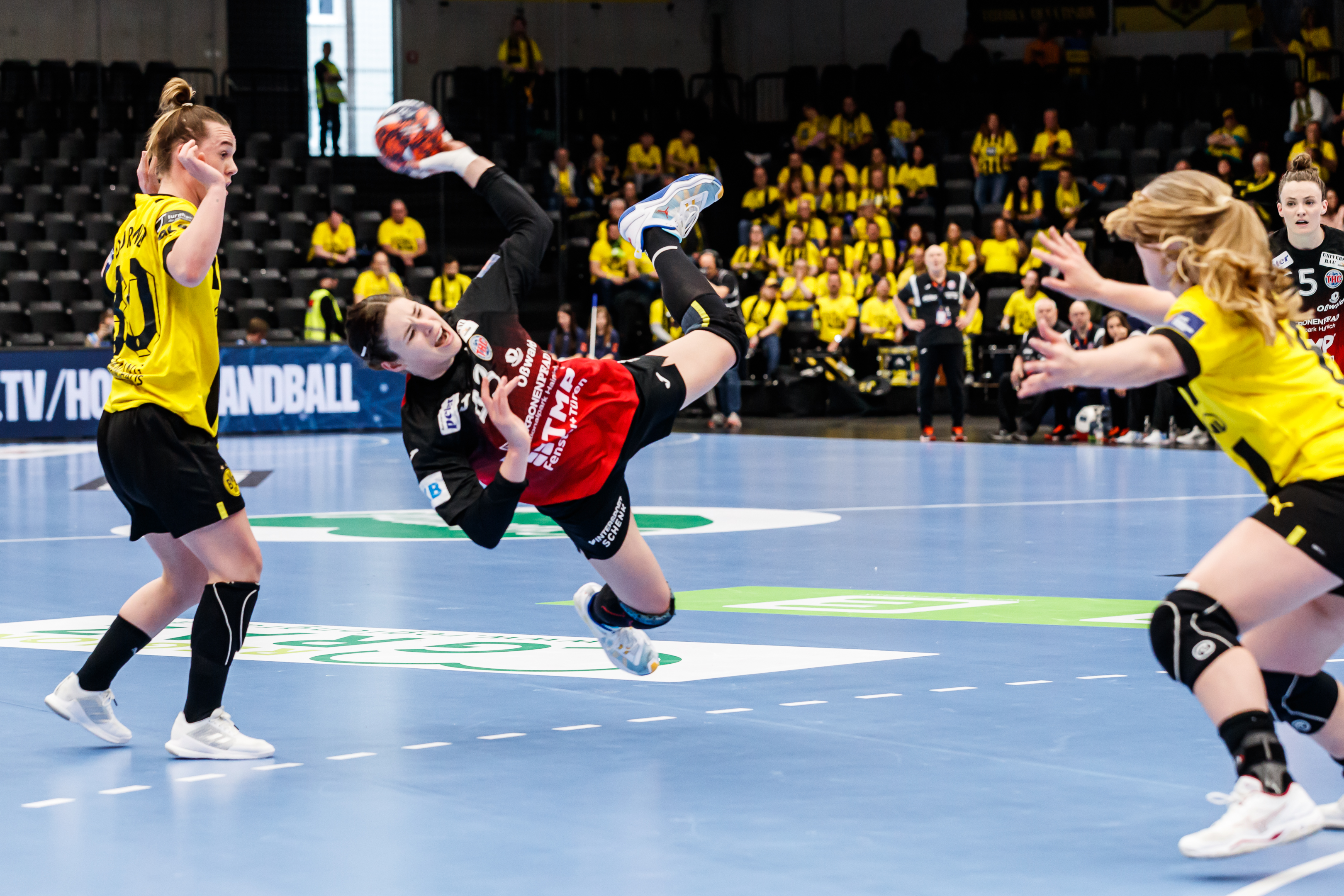
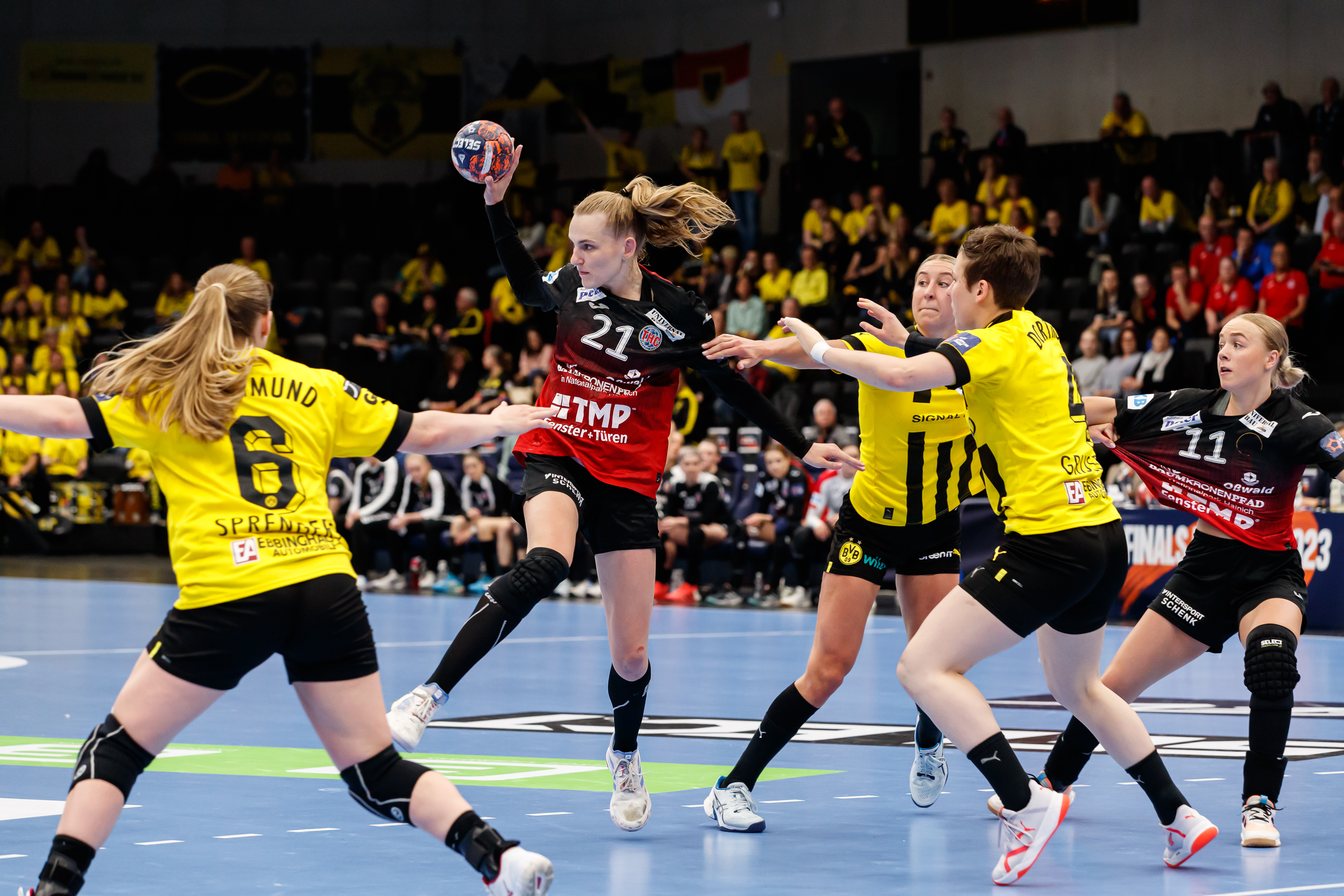

#### Finale
| 14 mai 2023 18h00 | Nykøbing Falster HK  | 24 – 31   | Ikast Håndbold | Raiffeisen Sportpark, Graz Affluence : 1 500 Arbitrage : Vujačić, Kažanegra |
| 14 mai 2023 18h00 | Marie-Hélène Sajka 6 | (15 – 14) | Emma Friis 11  | Raiffeisen Sportpark, Graz Affluence : 1 500 Arbitrage : Vujačić, Kažanegra |
| 14 mai 2023 18h00 | ×1 ×5                | Rapport   | ×1 ×4          | Raiffeisen Sportpark, Graz Affluence : 1 500 Arbitrage : Vujačić, Kažanegra |

- Nykøbing Falster Håndboldklub : Fríðheim, Greve  –  Sajka (6), Halilcevic  (4), Kielstrup    (3), Svele (3), van der Vliet  (2), Olsen  (2), Kristiansen (2), Axnér (1), Flader (1), Alnor, Wulff, Jørgensen, Navne, Bardrum
- Ikast Håndbold : Ryde, Pedersen  –  Friis  (11), Bakkerud  (8), Skogrand (3), Lindqvist (3), Brandt (2), Iversen  (2), Scaglione (1), Petersen  (1), Johansen, Gantzel, Ebler, Mortensen, Hougaard, Uno

Actions lors de la finale
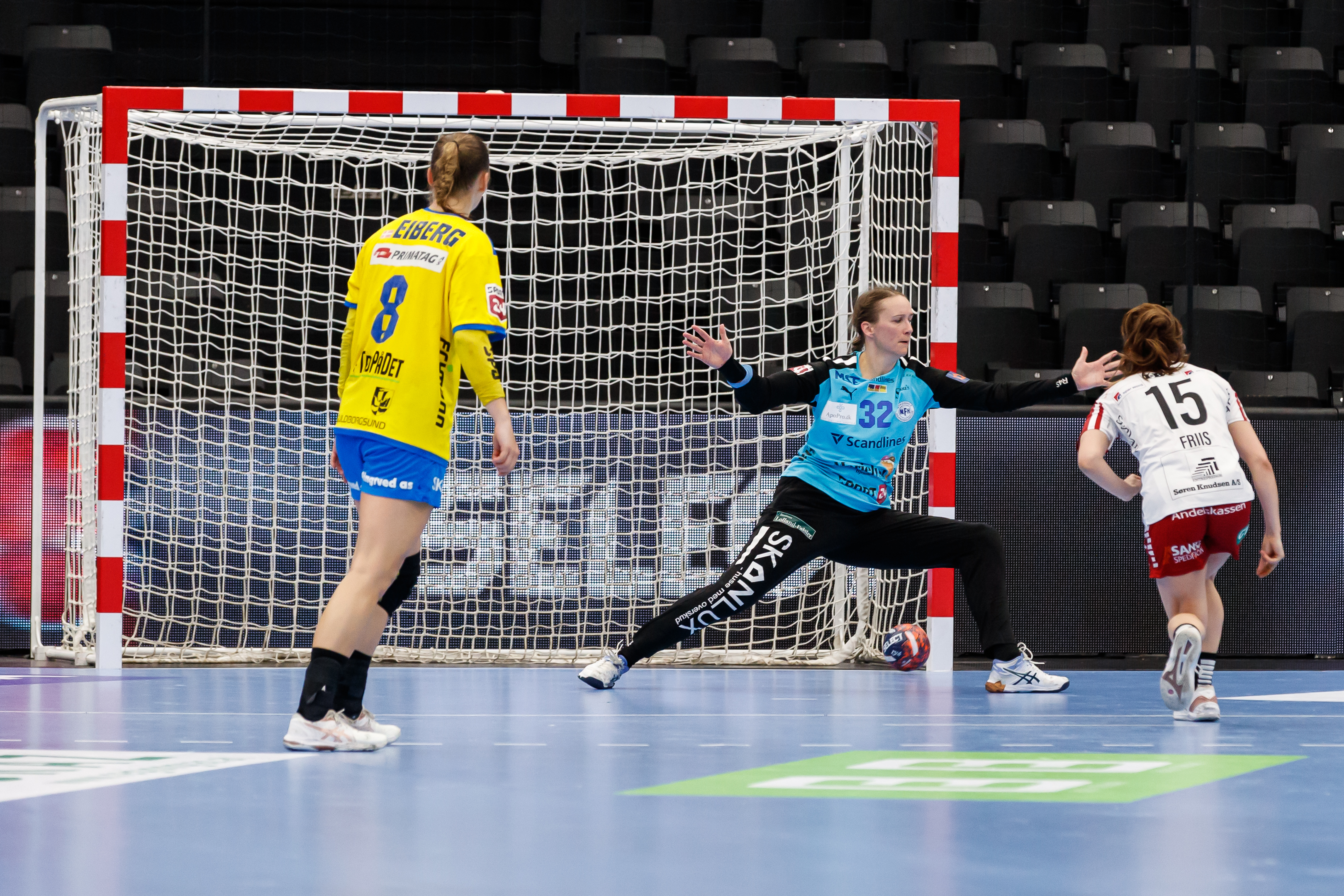
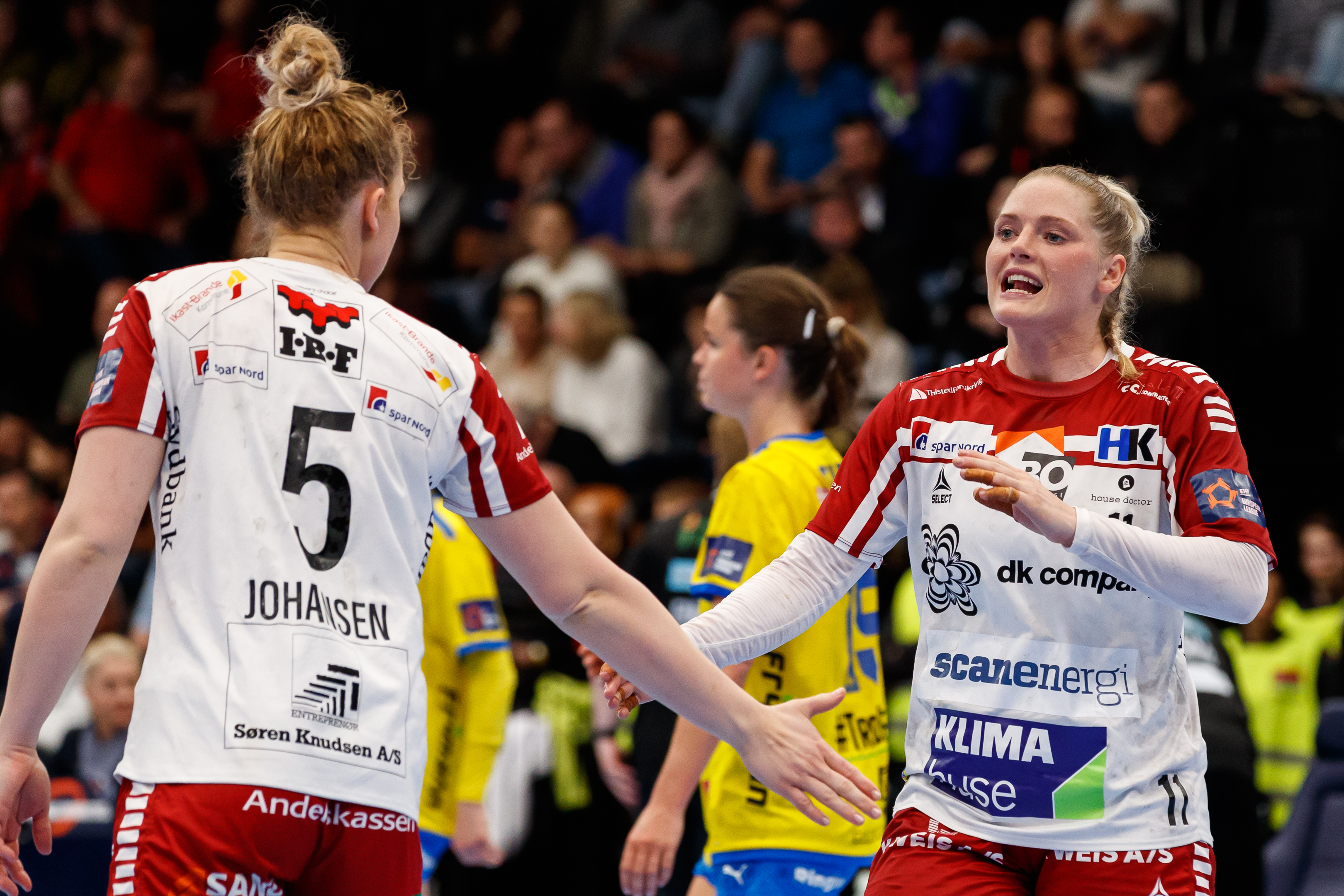
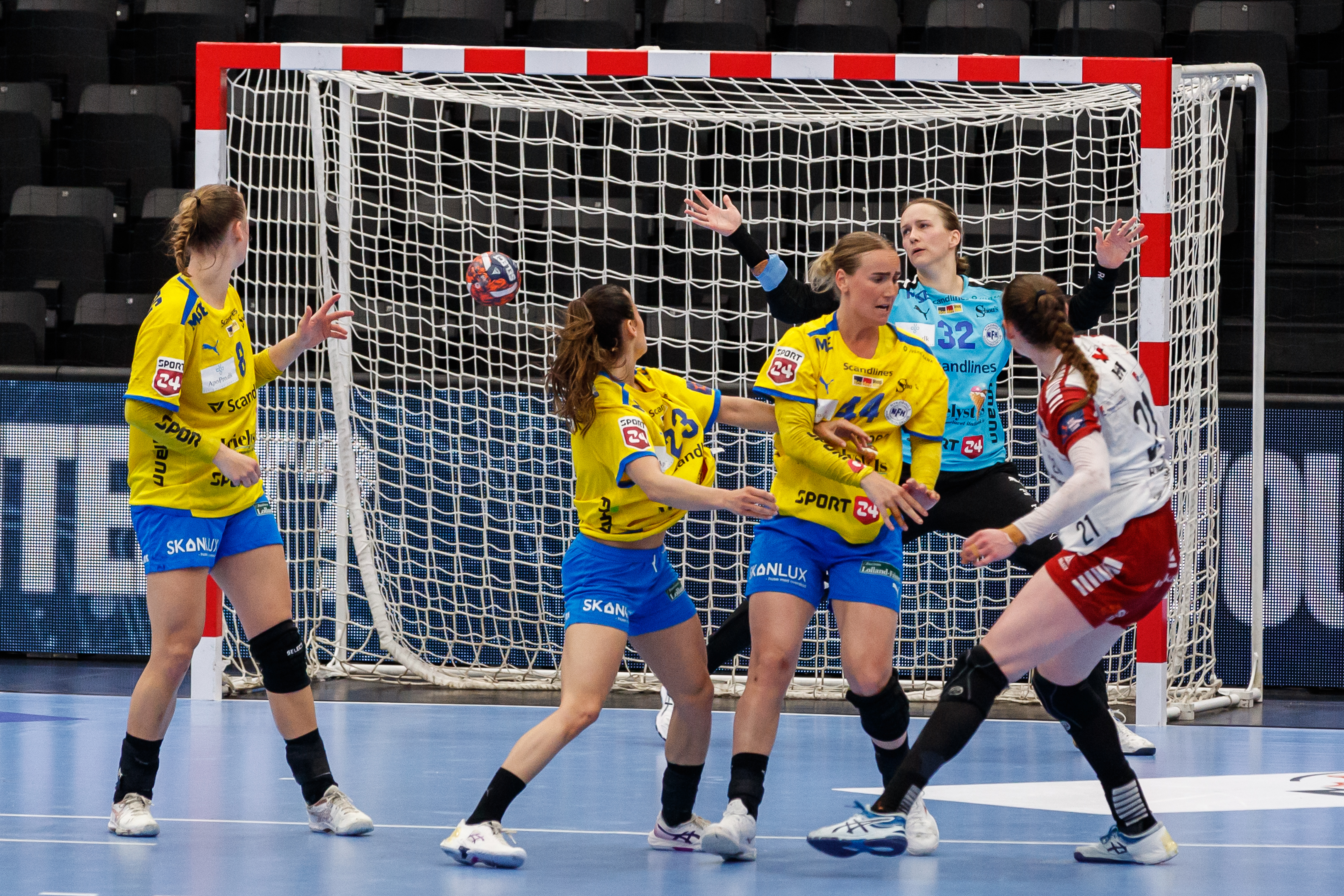

## Les vainqueurs

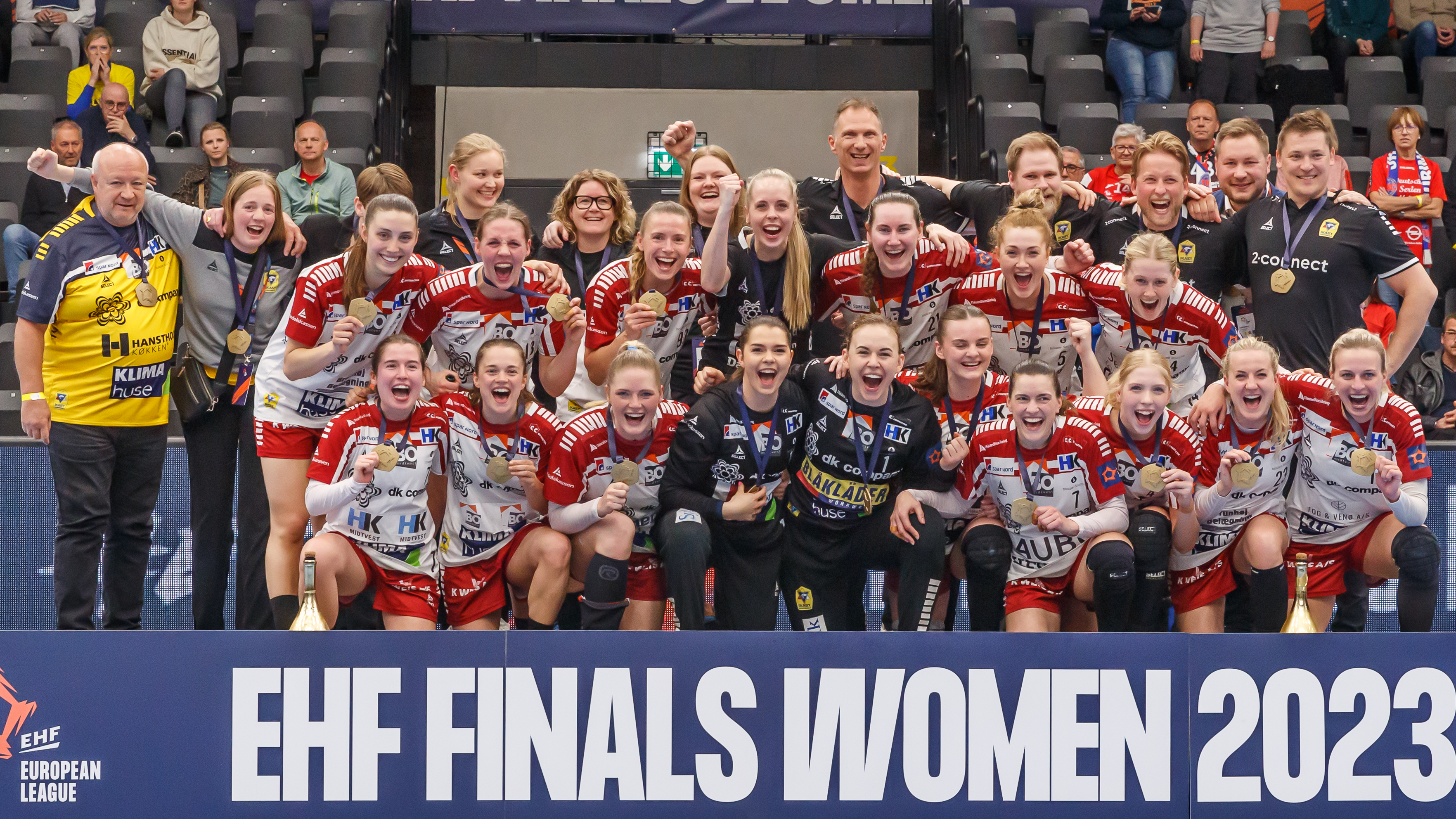
Les joueuses d'Ikast Håndbold célèbrent leur victoire

| Vainqueur - Ligue européenne 2022-2023 Ikast Håndbold 1er titre |

L'effectif de l'Ikast Håndbold était :
- Gardiennes de but
  - 01  Jessica Ryde
  - 12  Stephanie Andersen
  - 16  Andrea Austmo Pedersen
- Ailières gauches
  - 03  Trine Mortensen
  - 15  Emma Friis
- Ailières droites
  - 06  Cecilie Brandt
  - 77  Line Mai Hougaard
- Pivots
  - 05  Vilde Johansen
  - 11  Sarah Iversen
  - 13  Julie Gantzel Pedersen
- Arrières gauches
  - 04  Julie Scaglione
  - 21  Ingvild Bakkerud
- Demi-centres
  - 14  Emma Lindqvist
  - 17  Simone Petersen
  - 93  Line Uno
- Arrières droites
  - 07  Stine Skogrand 
  - 19  Alberte Ebler

## Meilleures buteuses

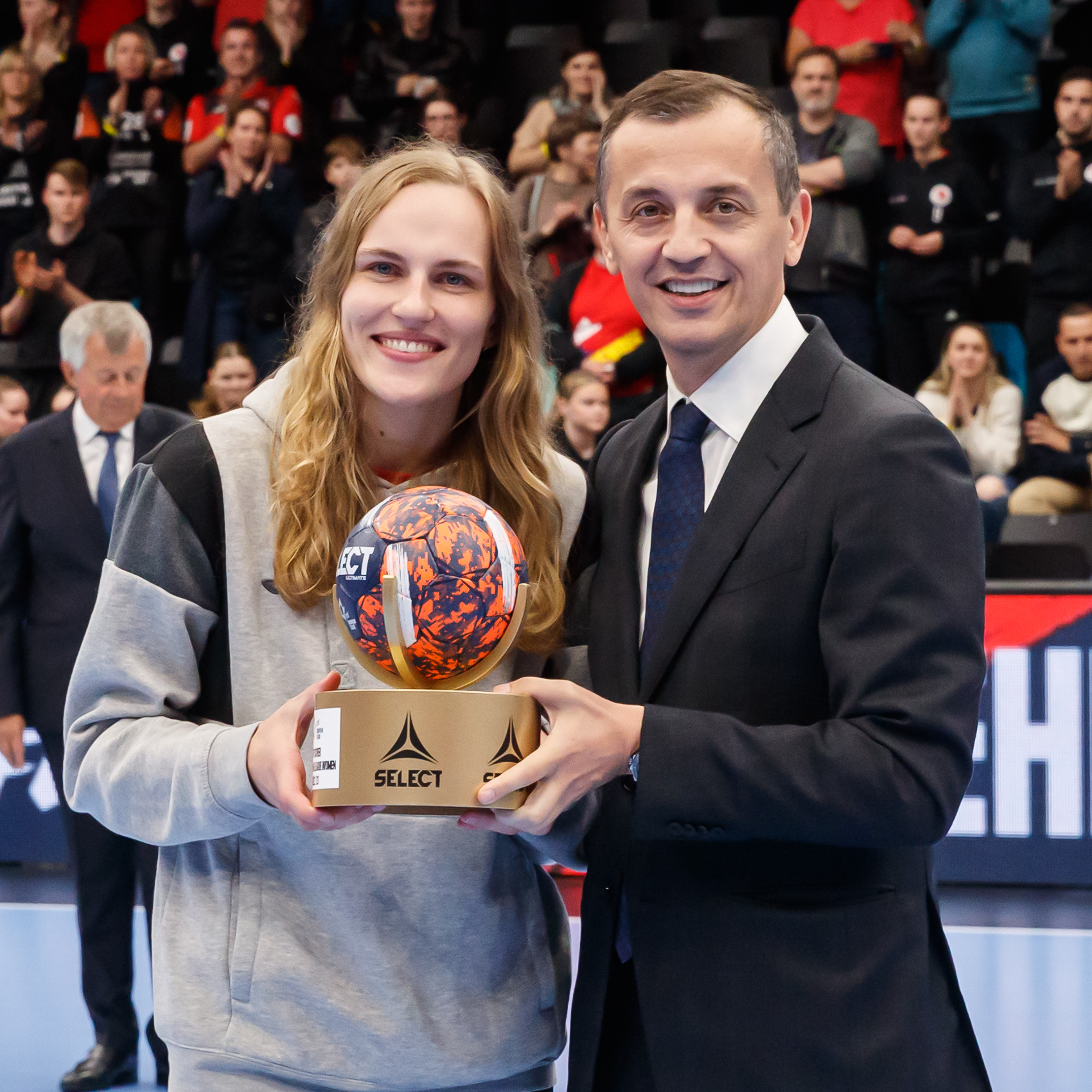
L'Allemande Annika Lott, meilleure buteuse.

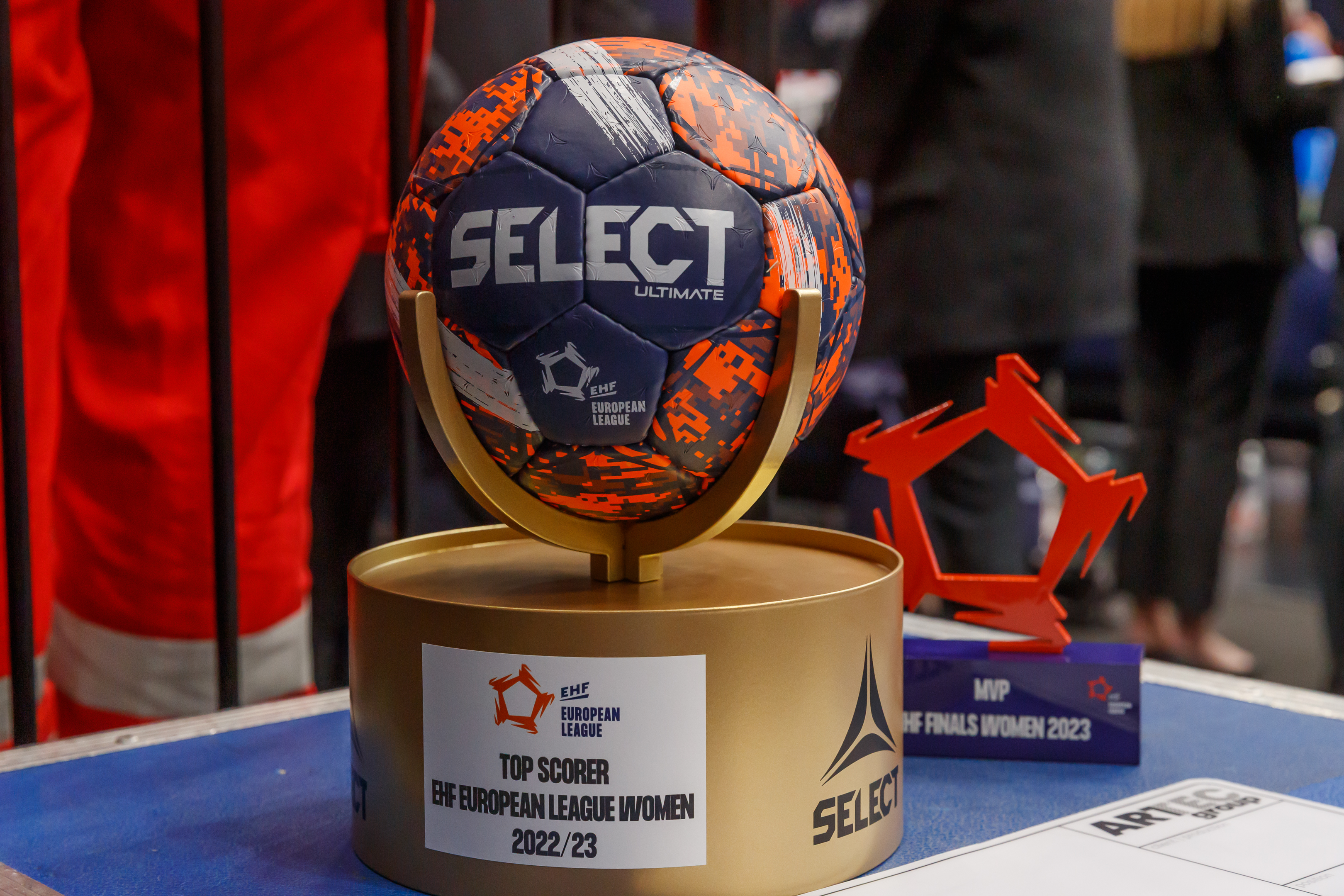
Le trophée de meilleure buteuse.

Les meilleures buteuses sont :
| Rang | Joueuse            | Club                | Buts | Matchs | Moy. |
| ---- | ------------------ | ------------------- | ---- | ------ | ---- |
| 1    | Annika Lott        | Thüringer HC        | 86   | 14     | 6,1  |
| 2    | Elma Halilcevic    | Nykøbing Falster HK | 82   | 14     | 5,9  |
| 3    | Iryna Glibko       | SCM Râmnicu Vâlcea  | 72   | 10     | 7,2  |
| 4    | Nathalie Hendrikse | Thüringer HC        | 64   | 14     | 4,6  |
| 5    | Asma Elghaoui      | SCM Râmnicu Vâlcea  | 61   | 10     | 6,1  |
| 6    | Mia Svele          | Nykøbing Falster HK | 60   | 14     | 4,3  |
| 7    | Tamara Mavsar      | Siófok KC           | 59   | 12     | 4,9  |
| 8    | Sara Berg          | Fana Håndball       | 58   | 9      | 6,4  |
| 9    | Nathalie Hagman    | Neptunes de Nantes  | 57   | 9      | 6,3  |
| 9    | Csenge Kuczora     | Váci NKSE           | 57   | 8      | 7,1  |